# Gustavo Petro
Gustavo Francisco Petro Urrego (n. 19 aprilie 1960, Ciénaga de Oro⁠(d), Córdoba Department⁠(d), Columbia) este un politician columbian care ocupă funcția de președinte al Columbiei⁠(d) din 2022. La învestirea sa, a devenit primul președinte de stânga din istoria recentă a Columbiei.
La vârsta de 17 ani, Petro s-a alăturat grupului de gherilă Mișcarea 19 Aprilie⁠(d) (M-19). Șaptesprezece ani mai târziu, acesta a evoluat în Alianța Democrată M-19, un partid politic. Petro a fost, de asemenea, consilier local în Zipaquirá. A fost arestat în 1985 și torturat de armată din cauza afilierii sale la M-19. După procesul de pace dintre guvernul columbian și M-19, a fost eliberat și apoi ales în Camera Reprezentanților la alegerile parlamentare din Columbia din 1991. Câțiva ani mai târziu, a fost ales în Senatul columbian ca membru al partidului Polo Democrático Alternativo (PDA), în urma alegerilor parlamentare din 2006, obținând al doilea cel mai mare număr de voturi. În 2009, și-a dat demisia din Senat pentru a candida la alegerile prezidențiale columbiene din 2010, încheind pe locul al patrulea. A fost ales primar al Bogotei în 2011 și a deținut această funcție până în 2015.
Din cauza divergențelor ideologice cu liderii partidului PDA, el a fondat mișcarea Columbia Umană pentru a candida la primăria Bogotei. La 30 octombrie 2011, a fost ales primar în alegerile locale, funcție pe care a preluat-o la 1 ianuarie 2012. În primul tur al alegerilor prezidențiale din Columbia din 2018, a obținut locul al doilea cu peste 25% din voturi, pe 27 mai, și a pierdut în turul al doilea, pe 17 iunie. L-a învins pe Rodolfo Hernández Suárez⁠(d) în turul al doilea al alegerilor prezidențiale columbiene din 2022, desfășurate la 19 iunie.
De la preluarea mandatului, Petro și aliații săi au fost implicați în mai multe scandaluri. În 2025, Petro și-a demis întregul guvern, după ce anterior îl numise pe controversatul operator politic Armando Benedetti în funcția de șef de cabinet și a promovat-o pe Laura Sarabia⁠(d), o confidentă de 30 de ani, în funcția de ministru de externe, în ciuda lipsei ei de experiență în domeniul politicii externe. Ambii au fost implicați într-un scandal privind finanțarea campaniei electorale. Mai mulți factori, precum creșterea criminalității, blocarea reformelor sale în legislativ, eșecul adoptării reformelor în domeniul muncii și sănătății, precum și utilizarea frecventă a decretelor prezidențiale — fiind primul președinte care a recurs la această măsură pentru adoptarea bugetului în 2024, de la 1904 încoace —, conflictele cu Procuratura Generală a Columbiei și atacul violent al susținătorilor săi asupra Curții Supreme, arestarea fiului său, Nicolás, într-un scandal de spălare de bani legat de finanțarea campaniei, precum și scandalurile care au afectat miniștrii săi, au contribuit la scăderea susținerii publice pentru Petro.

## Biografie
Petro s-a născut la 19 aprilie 1960 în localitatea Ciénaga de Oro, din departamentul Córdoba, fiind fiul lui Gustavo Petro Sierra și al Clarei Nubia Urrego. Petro descinde în principal din familii columbiene mestizo stabilite de mult timp, însă are și origini italiene: tatăl său are un sfert descendență italiană prin străbunicul patern Francesco Petro, care a emigrat din sudul Italiei în 1870, iar mama sa are jumătate descendență italiană prin bunica maternă, Lucia Pellegrini, originară din Conza della Campania. Astfel, Petro deține atât cetățenie columbiană, cât și italiană.
Petro a fost crescut în credința catolică și a declarat că are o viziune despre Dumnezeu influențată de teologia eliberării, deși a pus totodată la îndoială existența lui Dumnezeu. În căutarea unui viitor mai bun, familia Petro a decis să se mute în anii 1970 în orașul Zipaquirá⁠(d), o localitate columbiană mai prosperă din interiorul țării, situată la nord de Bogotá.

### M-19
Convins că lupta de gherilă putea schimba sistemul politic și economic al Columbiei, Petro a devenit, în jurul vârstei de 17 ani, membru al Mișcării 19 Aprilie (M-19), o organizație de gherilă columbiană apărută în 1974 ca reacție la coaliția Frontului Național, în urma acuzațiilor de fraudă în alegerile din 1970. El a folosit pseudonimul Aureliano, inspirat de un personaj din romanul Un veac de singurătate.
În perioada petrecută în cadrul M-19, Petro s-a impus ca lider; a fost ales avocat al poporului al orașului Zipaquirá în 1981 și consilier local între 1984 și 1986. În 1985, gruparea M-19 a asasinat 13 politicieni columbieni în cadrul atacului asupra Palatului de Justiție. Grupul a fost implicat și în răpiri și acte de violență în sate din întreaga țară. Petro a condus o acțiune de ocupare a unor terenuri pentru a adăposti 400 de familii sărace, care fuseseră strămutate cu forța de grupuri paramilitare, contribuind apoi la construirea a ceea ce va deveni cartierul Bolívar 83. Ulterior, a intrat în clandestinitate și s-a aliat cu Carlos Pizarro, unul dintre principalii comandanți ai M-19, insistând asupra necesității unei soluții politice negociate la conflictul armat columbian și a unei tranziții către o Adunare Constituantă.
În 1985, Petro a fost arestat de armată pentru deținere ilegală de arme. A fost torturat timp de zece zile în grajdurile Brigăzii a XIII-a, apoi condamnat la 18 luni de închisoare. În timpul detenției, Petro și-a schimbat ideologia, ajungând la concluzia că rezistența armată nu mai reprezenta o strategie viabilă pentru a obține sprijinul populației. În 1987, M-19 a inițiat negocieri de pace cu guvernul.

### Educație
Petro a absolvit cu o diplomă în economie și a început studii postuniversitare la Escuela Superior de Administración Pública (ESAP). Ulterior, a început un master în economie la Universidad Javeriana, dar nu l-a finalizat. A călătorit apoi în Belgia, unde a început studii postuniversitare în Economie și Drepturile Omului la Université catholique de Louvain. De asemenea, a început studii pentru un doctorat în administrație publică la Universitatea din Salamanca, în Spania.

## Cariera politică

### Începuturile
După demobilizarea mișcării M-19, foști membri ai grupului (inclusiv Petro) au format un partid politic numit Alianța Democratică M-19, care a obținut un număr semnificativ de locuri în Camera Reprezentanților în 1991, reprezentând departamentul Cundinamarca. În iulie 1994, Petro s-a întâlnit cu locotenent-colonelul Hugo Chávez (recent eliberat din închisoare după tentativa de lovitură de stat din Venezuela din februarie 1992), în cadrul unui eveniment dedicat gândirii bolivariene organizat la Fundația Culturală Simón Rodríguez din Bogotá, condusă de José Cuesta, asistentul parlamentar al lui Petro.
În 2002, Petro a fost ales în Camera Reprezentanților reprezentând Bogotá, de această dată ca membru al mișcării politice Vía Alterna, pe care a fondat-o împreună cu fostul coleg Antonio Navarro Wolff și alți foști membri ai M-19. În această perioadă, Petro a primit 25 de voturi din partea a 125 de reprezentanți consultați pentru a fi desemnat drept „Cel mai bun congresman” al anului 2006, în timp ce 24 dintre aceștia au considerat că niciun reprezentant nu merita această distincție, având în vedere că perioada legislativă s-a remarcat prin absenteism și lipsă de ședințe.
Ca membru al Vía Alterna, Petro a creat o coaliție electorală cu Frente Social y Político pentru a forma Polo Democrático Independiente, care s-a unit în 2005 cu Alternativa Democrática pentru a da naștere Polo Democrático Alternativo, reunind un număr important de figuri politice de stânga.
În 2006, Petro a fost ales în Senat, obținând al doilea cel mai mare număr de voturi la nivel național. În acel an, el a jucat un rol central în dezvăluirea scandalului parapoliticii, acuzând membri și susținători ai guvernului că s-au asociat cu grupări paramilitare pentru a „recuceri” controlul asupra Columbiei.

### Opoziția față de guvernul Uribe
Senatorul Petro s-a opus vehement guvernului lui Álvaro Uribe. În 2005, pe când era membru al Camerei Reprezentanților, Petro a denunțat-o pe femeia de afaceri din domeniul loteriei Enilse López (cunoscută și sub numele de „La Gata” [pisica]). În mai 2009, aceasta se afla în închisoare și era anchetată pentru legături cu gruparea paramilitară (acum desființată) Forțele de Autoapărare Unite ale Columbiei (AUC). Petro a susținut că AUC a contribuit financiar la campania prezidențială a lui Álvaro Uribe din 2002. Uribe a respins aceste afirmații făcute de Petro, dar, în timpul campaniei sale pentru realegerea din 2006, a recunoscut că a primit sprijin financiar din partea lui Enilse López.
În timpul celui de-al doilea mandat al lui Álvaro Uribe ca președinte, Petro a încurajat dezbaterea în jurul scandalului Parapoliticii. În februarie 2007, Petro a inițiat o dispută publică și verbală cu președintele Uribe, sugerând că acesta ar fi trebuit să se recuze din procesul de negociere a demobilizării paramilitarilor din Columbia; afirmația a venit în urma acuzațiilor conform cărora fratele lui Uribe, Santiago Uribe, fusese membru al grupului paramilitar Doisprezece Apostoli la mijlocul anilor 1990. Președintele Uribe a răspuns acuzându-l pe Petro că este un „terorist în haine civile” și convocând opoziția la o dezbatere deschisă.
La 17 aprilie 2007, Petro a inițiat o dezbatere în Congres cu privire la CONVIVIR și la dezvoltarea paramilitarismului în departamentul Antioquia. Într-un discurs de două ore, el a prezentat o serie de documente care demonstrau legăturile dintre membri ai armatei columbiene, actuala conducere politică, narcotraficanți și grupuri paramilitare. Petro a criticat, de asemenea, acțiunile lui Álvaro Uribe în calitate de guvernator al departamentului Antioquia în perioada CONVIVIR și a prezentat o fotografie veche în care fratele lui Álvaro Uribe, Santiago, apărea alături de narcotraficantul columbian Fabio Ochoa Vásquez⁠(d).
Ministrul de Interne și Justiție, Carlos Holguín Sardi, și ministrul Transporturilor, Andrés Uriel Gallego, au fost solicitați să apere președintele și guvernul acestuia. Amândoi au pus la îndoială trecutul lui Petro ca membru revoluționar și l-au acuzat că „nu condamnă lupta armată a celor violenți”. Majoritatea argumentelor lui Petro au fost condamnate ca fiind defăimătoare. A doua zi după această dezbatere, președintele a declarat: „Aș fi fost un mare gherilă, pentru că n-aș fi fost un gherilă de noroi, ci un gherilă de puști. Aș fi avut succes militar, nu aș fi fost un protagonist fals”.
Fratele președintelui Uribe, Santiago Uribe, a afirmat că tatăl său și frații Ochoa au crescut împreună și că au fost implicați împreună în afaceri cu cai Paso Fino. El a menționat apoi că deține și el numeroase fotografii, făcute alături de multe persoane.
La 18 aprilie 2007, Superintendența de Supraveghere și Securitate a emis un comunicat prin care respingea acuzațiile lui Petro referitoare la grupările CONVIVIR. Instituția a afirmat că multe dintre grupările menționate au fost autorizate de departamentele Sucre și Córdoba, dar nu de guvernul din Antioquia; a adăugat, de asemenea, că Álvaro Uribe, pe atunci guvernator al Antioquiei, a retras răspunderea juridică a opt grupuri CONVIVIR în anul 1997. S-a mai menționat că liderul paramilitar cunoscut sub numele de „Julián Bolívar” nu fusese încă identificat ca atare și nu era asociat cu niciun grup CONVIVIR în momentul autorizării acestora.

### Amenințări cu moartea
Petro a raportat frecvent amenințări la adresa vieții sale și a familiei sale, precum și acte de persecuție din partea unor organizații de securitate controlate de stat. La 7 mai 2007, armata columbiană a capturat doi subofițeri din serviciul de informații al armatei columbiene care îl spionau pe Petro și pe familia sa în localitatea Tenjo, departamentul Cundinamarca. Acești membri s-au identificat inițial ca fiind parte din Departamento Administrativo de Seguridad (DAS), agenția columbiană de informații, însă această afirmație a fost ulterior respinsă de directorul agenției, Andrés Peñate.

### Campania prezidențială din 2010
În 2008, Petro și-a anunțat intenția de a candida la alegerile prezidențiale din 2010. S-a distanțat de politicile guvernamentale și, alături de Lucho Garzón și Maria Emma Mejía, a condus o facțiune dizidentă în cadrul partidului Polo Democratic Alternativ. După demisia lui Garzón din partid, Petro a propus un „mare acord național pentru a pune capăt războiului din Columbia”, bazat pe eliminarea crimei organizate din structurile de putere, reformarea sistemului judiciar, reforma agrară, socialism democratic și o politică de securitate semnificativ diferită de cea a președintelui Uribe. La 27 septembrie 2009, Gustavo Petro l-a învins pe Carlos Gaviria într-un scrutin intern și a devenit candidatul Polo Democratic Alternativ la alegerile prezidențiale din 2010.
La alegerile prezidențiale desfășurate la 30 mai 2010, Petro a obținut un rezultat mai bun decât prevedeau sondajele. A obținut un total de 1.331.267 de voturi, reprezentând 9,1% din totalul voturilor, clasându-se al patrulea, după Germán Vargas Lleras⁠(d) și înaintea lui Noemí Sanín.

### Primăria Bogotei (2012–2014; 2014–2015)
La 30 octombrie 2011, Gustavo Petro a câștigat alegerile municipale din Bogotá. A preluat oficial funcția la 1 ianuarie 2012. Este primul fost luptător de gherilă care a deținut o funcție atât de importantă în Columbia.
Programul mișcării sale Bogotá Humana urmărea combaterea sărăciei și a inegalității prin politici publice dedicate celor mai săraci, protejarea mediului și lupta împotriva schimbărilor climatice, consolidarea participării cetățenilor la luarea deciziilor și combaterea corupției structurale, întrucât fostul primar și fratele său senator se îmbogățiseră atribuind contracte publice unor companii în schimbul mitei. Totuși, programul său nu a fost bine primit de clasele conducătoare tradiționale; chiar înainte de învestirea sa, mai multe instituții media cereau deja demisia lui.

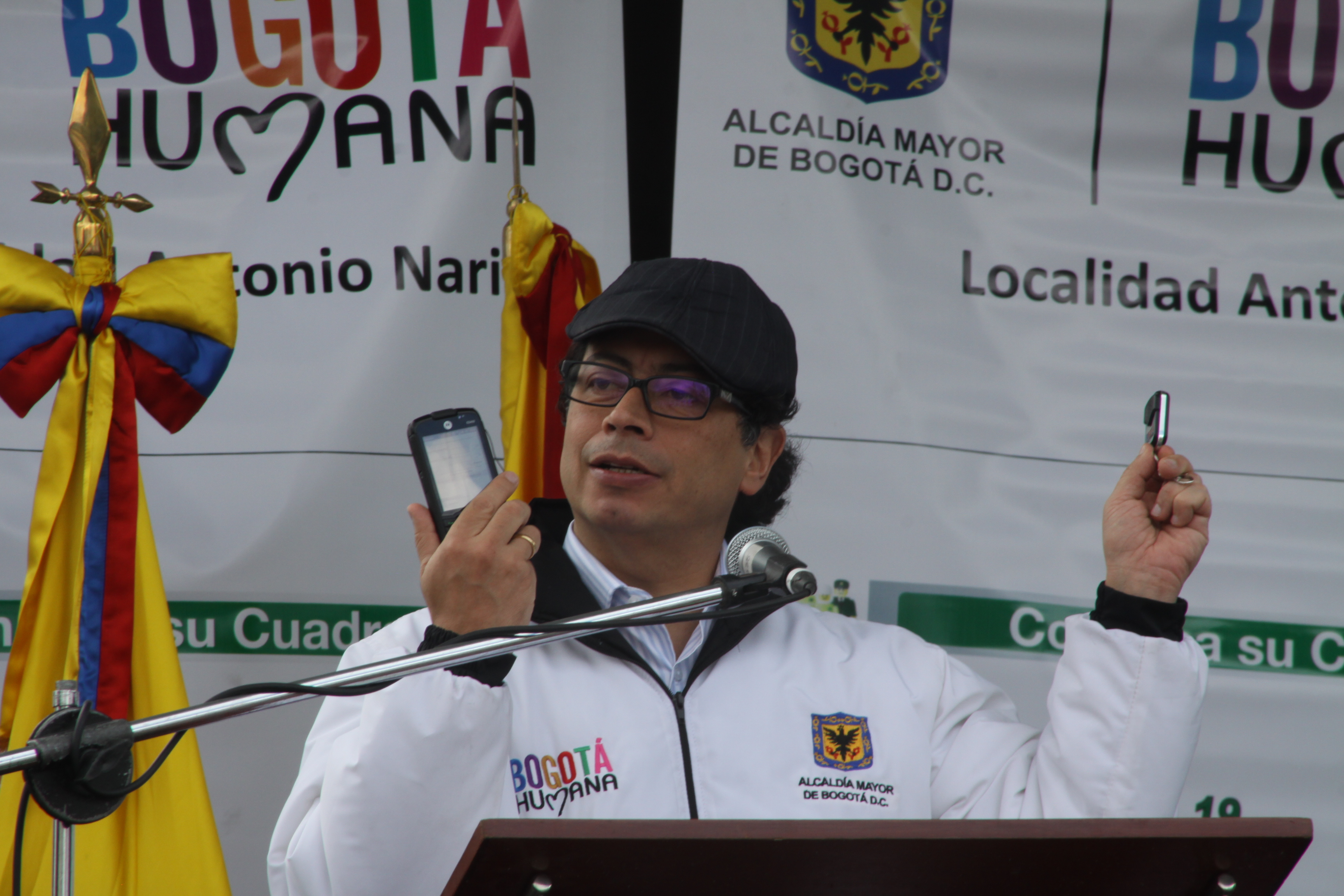
Primarul Petro în 2012

În timpul administrației lui Petro, au fost promovate măsuri precum interzicerea purtării armelor de foc, ceea ce a dus la scăderea ratei omuciderilor, atingând cel mai scăzut nivel din ultimele două decenii; poliția a intervenit în sectorul El Bronx al orașului, unde au fost confiscate droguri și arme; a fost înființat Secretariatul pentru Femei; a fost inaugurat Centrul de Cetățenie LGBTI; și au fost create 49 de centre pentru controlul nașterilor și îngrijirea avorturilor în cazurile permise de lege.
Politicile sociale implementate și îmbunătățirea serviciilor publice au accelerat reducerea sărăciei; în timpul administrației sale, aproape o jumătate de milion de persoane au ieșit din sărăcie, iar mortalitatea infantilă a scăzut. Aceste rezultate sunt consecința unei combinații de politici publice (asigurarea unui minim de apă potabilă pentru fiecare familie, program de sănătate preventivă în cartierele sărace, grădinițe, consolidarea educației publice, centre pentru tineri dedicate educației artistice, tarife preferențiale pentru transportul public în favoarea celor săraci).
Petro a propus o politică de conservare a zonelor umede din Bogotá și de planificare pentru protejarea resurselor de apă în fața încălzirii globale. De asemenea, a anunțat planuri pentru plantarea a peste 200.000 de copaci. În urma unui ordin al Curții Constituționale, a fost inițiat un proces de eliminare a vehiculelor trase de animale folosite de colectorii de deșeuri, ceea ce a lăsat mulți dintre aceștia fără loc de muncă; unii au fost înlocuiți cu vehicule motorizate și au primit subvenții.
În iunie 2012, Petro a interzis coridele în incinta arenei Santamaría, o măsură care a fost ulterior respinsă de Curtea Constituțională.
În domeniul sănătății publice, au fost înființate Centre Mobile de Asistență pentru Dependenți de Droguri (CAMAD). Prin aceste măsuri, s-a urmărit reducerea dependenței persoanelor fără adăpost din străzile orașului față de furnizorii de substanțe narcotice, oferindu-li-se asistență psihologică și medicală.
În timpul administrației sale, primăria a pus în funcțiune două clinici de îngrijire primară în cadrul Spitalului San Juan de Dios, care fusese închis în 2001. Primarul a promis că va aloca resurse pentru achiziționarea terenului spitalului și redeschiderea uneia dintre clădirile complexului. Proiectul a fost întârziat din cauza suspendării vânzării proprietăților de către guvernul din Cundinamarca. La 11 februarie 2015, în calitate de primar al orașului Bogotá, Petro a oficializat ceremonia de protocol pentru redeschiderea Complexului Spitalicesc San Juan de Dios. Primăria a achiziționat spitalul cu intenția de a-l redeschide. În ultima lună de mandat, înainte de lichidarea Saludcoop la 1 decembrie 2015, orașul s-a confruntat cu dificultăți privind noii pacienți care au devenit parte din EPS Capital Salud.
În timpul administrației lui Petro, a început implementarea Sistemului Integrat de Transport Public (SITP), inaugurat la mijlocul anului 2012. De asemenea, au fost create subvenții plătite de Primărie pentru reducerea tarifelor Transmilenio. Începând cu începutul anului 2014, administrația a oferit o subvenție de 40% din valoarea biletului pentru populația afiliată la SISBEN 1 și 2, pentru care au fost alocați 138 de miliarde de pesos. Această subvenție nu a fost disponibilă imediat pentru toți indivizii, întrucât aceștia trebuiau să se înregistreze într-o bază de date.
Petro a propus construirea unui metrou pentru oraș. În timpul administrației sale, el a contractat studii privind infrastructura metroului către o companie columbiano-spaniolă, în valoare de 70 de miliarde de pesos, care s-au încheiat cu succes la sfârșitul anului 2014. Planurile pentru metrou, contractate de administrația lui Petro, au fost abandonate de succesorul său, Enrique Peñalosa⁠(d), care a optat pentru un sistem feroviar suprateran, cu cheltuieli de capital mai reduse și acoperire mai mare. Detractorii noului plan au susținut că costul social și economic al unui sistem feroviar suprateran ar fi mai ridicat decât cel al sistemului subteran planificat de administrația anterioară.

#### Revocare

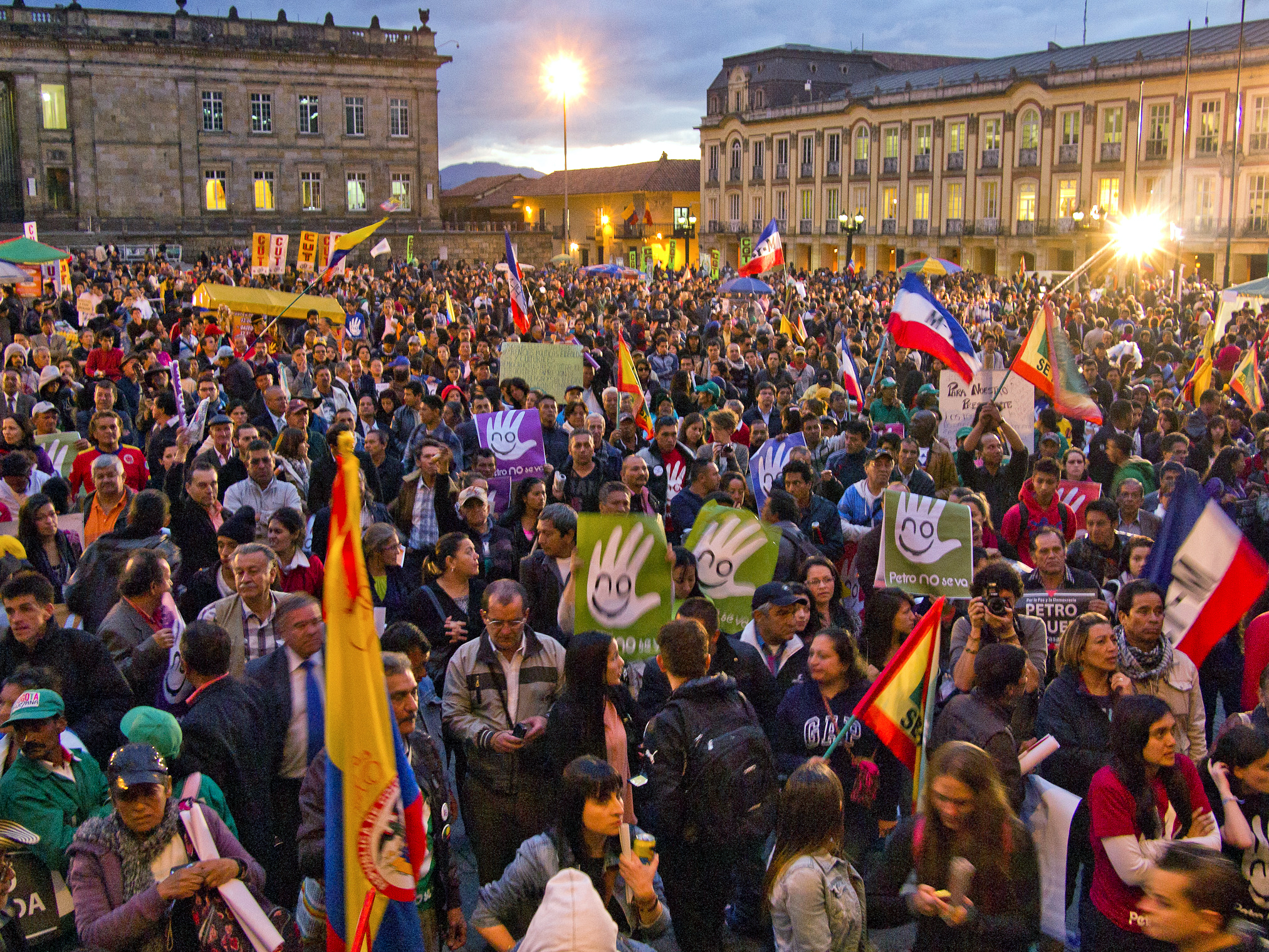
Protestatari în Piața Bolívar din Bogotá, manifestând împotriva destituirii lui Petro din funcția de primar, martie 2014

În timpul administrației sale ca primar, Petro s-a confruntat cu un proces de revocare inițiat de partidele de opoziție și susținut de semnăturile a peste 600.000 de cetățeni. După verificarea legală, au fost validate 357.250 de semnături, mult mai multe decât cele necesare legal pentru a iniția procesul. La 9 decembrie 2013, el a fost destituit din funcție și i s-a interzis desfășurarea de activități politice timp de 15 ani, de către inspectorul general Alejandro Ordóñez Maldonado, conform sancțiunilor prevăzute de lege. Sancțiunea ar fi fost cauzată de administrarea defectuoasă și decrete ilegale semnate în timpul implementării noului sistem de colectare a deșeurilor. Această decizie a dus la un val de proteste, considerându-se că acțiunea inspectorului a fost controversată, părtinitoare politic și nedemocratică.
În ciuda faptului că a primit o ordonanță de suspendare din partea Comisiei Interamericane pentru Drepturile Omului, care anula sancțiunea impusă de inspectorul general Ordóñez, președintele Juan Manuel Santos a menținut decizia de destituire, iar Petro a fost înlăturat din funcție la 19 martie 2014. Ca înlocuitor temporar, Santos l-a numit în funcția de primar pe ministrul muncii, Rafael Pardo Rueda. La 19 aprilie 2014, un magistrat al Tribunalului Superior din Bogotá a ordonat președintelui să respecte recomandările formulate de Comisia Interamericană pentru Drepturile Omului. Petro a fost repus în funcție ca primar la 23 aprilie 2014 și și-a încheiat mandatul.

### Campania prezidențială din 2018

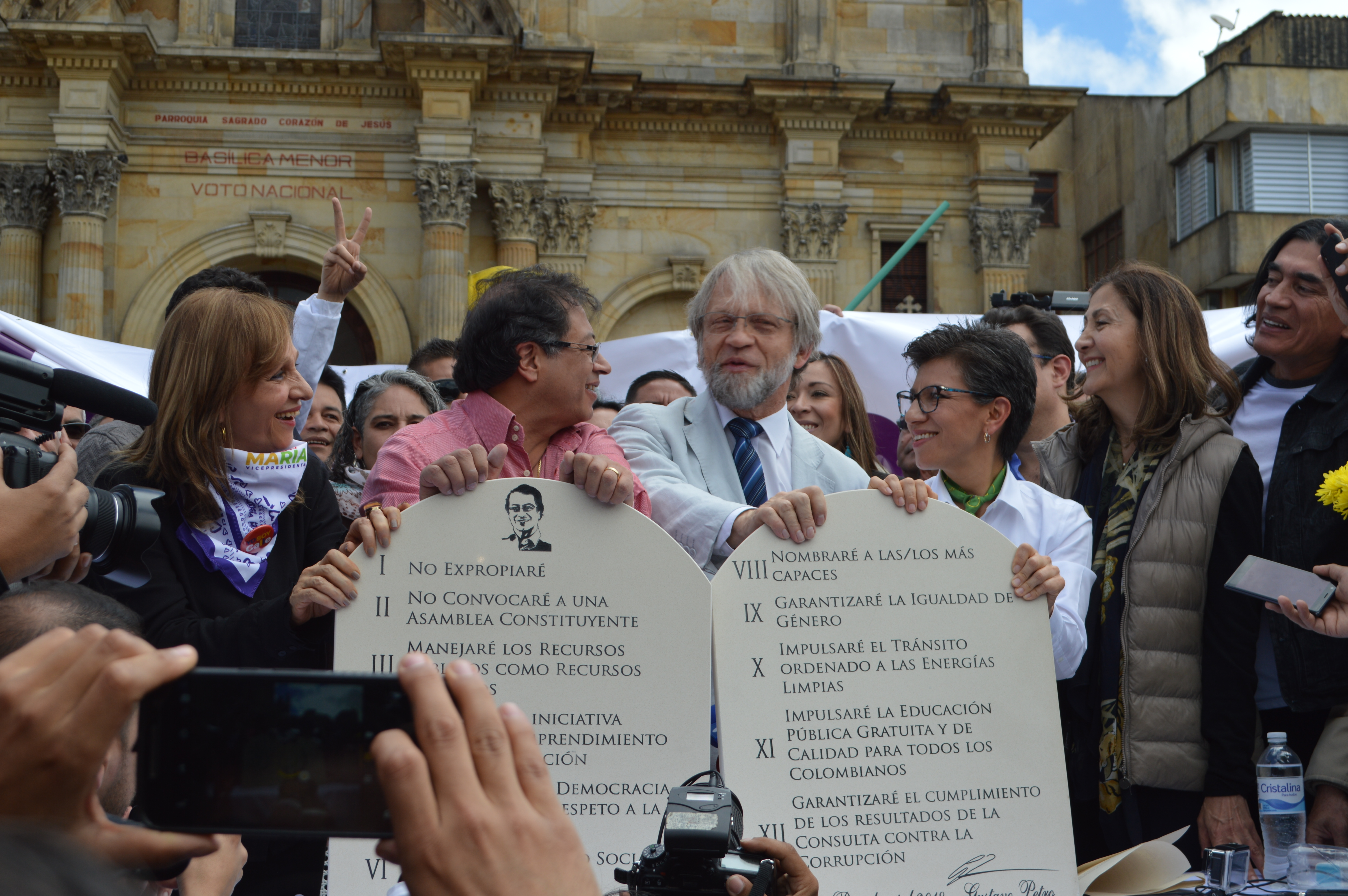
Petro și partenera sa de candidatură, Ángela Robledo (prima din stânga), primind sprijinul lui Antanas Mockus (al treilea din stânga) și al Claudiei López Hernández (a treia din dreapta) în cadrul unui eveniment electoral la Bogotá, în timpul campaniei pentru turul al doilea, iunie 2018

În 2018, Gustavo Petro a fost din nou candidat la alegerile prezidențiale, obținând de această dată al doilea cel mai bun rezultat în primul tur, desfășurat la 27 mai, calificându-se astfel în turul al doilea. Campania sa a fost condusă de Ángel Beccassino, Alberto Cienfuegos și Luis Fernando Pardo. Un grup de cetățeni a intentat un proces împotriva contracandidatului său de dreapta, Iván Duque, acuzându-l de mită și fraudă. Lanțul de știri Wradio a făcut publică plângerea la 11 iulie, aceasta fiind prezentată în fața CNE (Consejo Nacional Electoral, Consiliul Național Electoral).
Programul lui Petro a pus accentul pe sprijinirea unui sistem de sănătate universal, pe dezvoltarea băncilor publice, pe respingerea propunerilor de extindere a fracturării hidraulice (fracking) și a exploatării miniere, în favoarea investițiilor în energie curată, precum și pe reforma agrară. Înainte de turul al doilea, Petro a primit sprijinul senatorului ales Antanas Mockus și al senatoarei Claudia López Hernández, ambii membri ai Alianței Verzi.
În turul al doilea al alegerilor, Duque a câștigat scrutinul cu peste 10 milioane de voturi, în timp ce Petro s-a clasat pe locul al doilea cu 8 milioane de voturi. Duque a fost învestit în funcție la 7 august; între timp, Petro s-a întors în Senat. A activat ca senator până la învestirea unui nou Congres în 2022.
Petro a primit amenințări cu moartea din partea grupării paramilitare Águilas Negras.

### Campania prezidențială din 2022

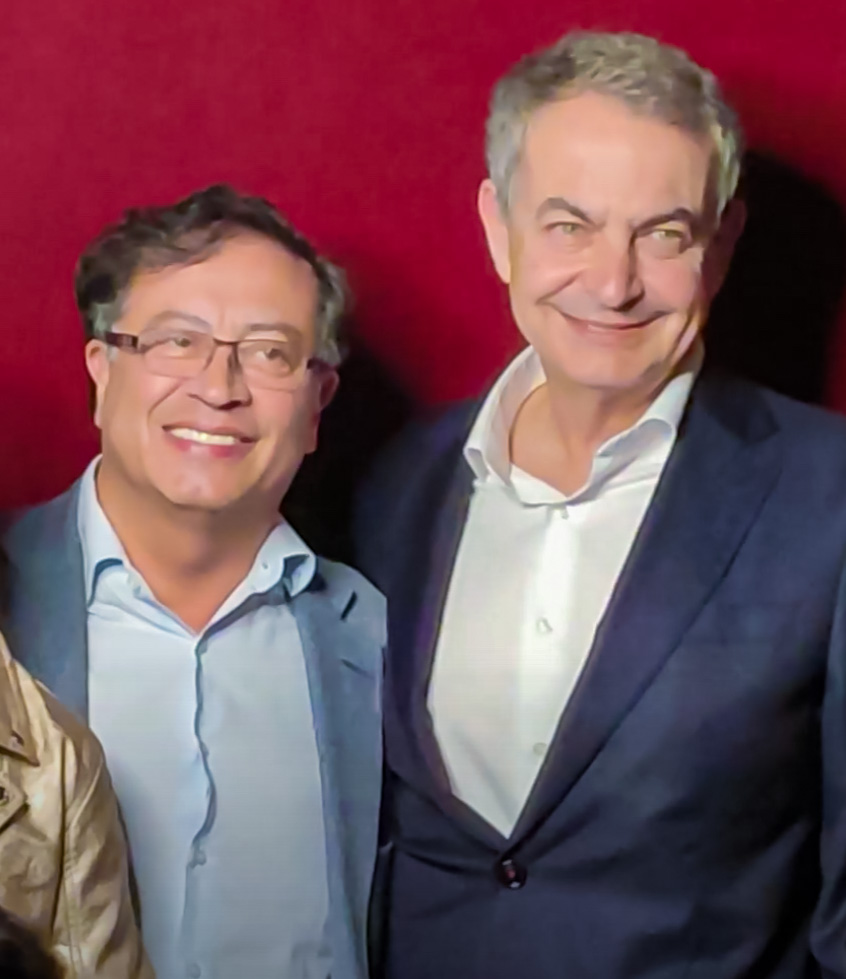
Petro împreună cu fostul prim-ministru al Spaniei, José Luis Rodríguez Zapatero, în 2022

În 2021, Petro a declarat că va candida la alegerile din 2022. În septembrie 2021, Petro a anunțat că se va retrage din viața politică dacă nu va avea succes în campanie, afirmând că nu intenționează să fie un „candidat etern”. Platforma sa electorală a inclus promovarea energiei verzi în detrimentul combustibililor fosili și reducerea inegalității economice. A promis că se va concentra pe schimbările climatice și pe reducerea emisiilor de gaze cu efect de seră care le cauzează, prin oprirea explorării combustibililor fosili în Columbia. De asemenea, a promis că va crește impozitele pentru cei mai bogați 4.000 de columbieni și a declarat că neoliberalismul va „distruge în cele din urmă țara”. Petro a mai anunțat că ar fi deschis ca președintele Iván Duque să fie judecat pentru brutalitatea poliției din timpul protestelor din Columbia din 2021. În plus, a promis înființarea Ministerului Egalității. În urma victoriei în alegerile primare ale Pactului Istoric, Petro a ales-o ca parteneră de candidatură pe activista afro-columbiană pentru drepturile omului și protecția mediului, laureată a Premiului Goldman pentru mediu, Francia Márquez⁠(d).
Printre punctele-cheie ale programului său, Petro propune o reformă agrară pentru a reda productivitatea unui număr de 15 milioane de hectare de teren, în scopul de a pune capăt „narco-feudalismului”; oprirea tuturor noilor explorări petroliere pentru a reduce dependența țării de industriile extractivă și a combustibililor fosili; dezvoltarea infrastructurii pentru accesul la apă și extinderea rețelei feroviare; investiții în educația publică și cercetare; o reformă fiscală și o reformă a sistemului de sănătate, care este în mare parte privatizat. Petro a anunțat că primul său act ca președinte va fi să declare stare de urgență economică pentru a combate foametea extinsă. El susține propuneri progresiste privind drepturile femeilor și ale comunității LGBTQ. De asemenea, Petro a afirmat că va restabili relațiile diplomatice cu Venezuela. A propus combaterea comerțului cu cocaină din Columbia prin dezvoltarea producției legale de marijuana și s-a opus extrădării traficanților acuzați către Statele Unite.
Petro și candidata sa la vicepreședinție, Francia Márquez, au fost ținta mai multor amenințări cu moartea din partea grupărilor paramilitare în timpul campaniei electorale. În mai 2022, Petro a anulat mai multe mitinguri în regiunea cafelei din Columbia, după ce echipa sa de securitate a descoperit un presupus complot pus la cale de banda La Cordillera. Ca reacție la acest incident și la multe alte situații similare, 90 de oficiali aleși și persoane proeminente din peste 20 de țări au semnat o scrisoare deschisă prin care își exprimau îngrijorarea și condamnau tentativele de violență politică împotriva lui Márquez și Petro. Scrisoarea a scos în evidență și asasinarea a peste 50 de lideri sociali, sindicaliști, ecologiști și alți reprezentanți ai comunităților în 2022. Printre semnatari s-au numărat fostul președinte al Ecuadorului, Rafael Correa, lingvistul și filosoful american Noam Chomsky, și deputatul francez Jean-Luc Mélenchon. În timpul campaniei, Petro a primit sprijin din partea unor politicieni străini, precum fostul președinte al Uruguayului, José Mujica, și fostul prim-ministru al Spaniei, José Luis Rodríguez Zapatero.
În timpul campaniei, adversarii lui Petro au afirmat că acesta intenționează să adopte măsuri de expropriere dacă va deveni președinte și au tras paralele între el și Nicolás Maduro din Venezuela. Propunerile lui Petro de a schimba modelul economic al țării au fost criticate, în special ideea de a crește taxele pentru proprietarii de terenuri neproductive și intenția de a reduce dependența de petrol și cărbune în favoarea energiei curate, ceea ce a stârnit îngrijorare în rândul investitorilor din aceste industrii. Criticii au susținut că eforturile sale de a redistribui bogăția către populația săracă ar putea transforma Columbia într-o nouă Venezuela și au comparat ideile sale cu cele din primele zile ale guvernării lui Hugo Chávez în Venezuela. Ca răspuns, pe 18 aprilie Petro a semnat un document public în care s-a angajat că nu va realiza niciun fel de expropriere dacă va fi ales. Într-o dezbatere prezidențială organizată de El Tiempo pe 14 martie, candidații au fost întrebați despre relațiile cu Venezuela și cu Nicolás Maduro. În timp ce ceilalți participanți au declarat că Venezuela este o dictatură și și-au exprimat reticența față de restabilirea relațiilor, Petro a răspuns: „dacă teoria este că nu se pot avea relații diplomatice cu o dictatură, iar Venezuela este [o dictatură], atunci de ce acest guvern are relații cu Emiratele Arabe Unite, care sunt o dictatură, poate chiar mai gravă [decât Venezuela]?”. El a mai afirmat că relațiile diplomatice se stabilesc cu state, nu cu persoane. Deși l-a lăudat pe fostul președinte venezuelean Hugo Chávez pentru politicile de egalitate socială, Petro a declarat într-un interviu acordat ziarului francez Le Monde în mai 2022 că Chávez a făcut „o greșeală gravă legând programul său social de veniturile din petrol”. El a criticat, de asemenea, angajamentul președintelui Maduro față de industria petrolieră. Petro a susținut că „Venezuela lui Maduro și Columbia lui Duque sunt mai asemănătoare decât par”, făcând referire la dependența ambelor guverne de energie neregenerabilă și la „deriva autoritară” a acestora. Generalul Eduardo Zapateiro, comandantul Armatei Naționale a Columbiei, l-a criticat și el pe Petro în timpul campaniei, ceea ce a generat controverse. Ulterior, după alegeri, presa columbiană Noticias Uno a dezvăluit că agenți ai serviciilor de informații columbiene au spionat campania lui Gustavo Petro și au transmis informații către presă pentru a încerca să-l discrediteze.
Petro a obținut cele mai multe voturi în primul tur desfășurat pe 29 mai, dar nu a atins pragul de 50% necesar pentru a evita turul al doilea. El și candidata la vicepreședinție, Francia Márquez, s-au confruntat în turul doi, pe 19 iunie, cu fostul primar al orașului Bucaramanga⁠(d) și om de afaceri, Rodolfo Hernández Suárez⁠(d), și partenera sa de candidatură, Marelen Castillo. La scurt timp după primul tur, Luis Gilberto Murillo⁠(d), care fusese candidatul la vicepreședinție al lui Sergio Fajardo⁠(d) din partea Coaliției Centrului Speranței, și-a anunțat sprijinul pentru Petro în turul al doilea. În turul decisiv, Petro și Márquez au câștigat alegerile, obținând 50,44% din voturile populare, învingându-l pe Hernández.

## Președinția
Petro a depus jurământul în calitate de președinte al Columbiei pe 7 august 2022.
Între alegerea sa și învestirea oficială, Petro a petrecut aproximativ o lună și jumătate negociind cu partidele politice de centru și de dreapta pentru a-și asigura o majoritate în Congres, unde stânga era minoritară în ambele camere. Potrivit agenției Fitch, el a înregistrat un succes timpuriu în construirea unei coaliții parlamentare. În schimbul mai multor funcții în guvern, Petro a obținut sprijinul Partidului Liberal – cea mai mare forță din Cameră și a treia din Senat – și al Partidului U, deși ambele formațiuni ceruseră anterior voturi împotriva sa în ambele tururi ale alegerilor prezidențiale.
În final, coaliția sa a inclus o duzină de grupări politice și miniștri cu experiență, fiind considerată de publicația The Economist drept una „moderată”.
Partidul Liberal a părăsit ulterior coaliția guvernamentală a lui Petro la 28 noiembrie 2023, invocând diferențe ideologice semnificative. Printre numirile importante se numără reformistul conservator Álvaro Leyva⁠(d) la Ministerul Afacerilor Externe și trei foști miniștri liberali în fruntea Finanțelor, Agriculturii și Educației. De asemenea, activista pentru drepturile omului Leonor Zalabata a fost numită ambasadoare la Națiunile Unite, devenind astfel prima persoană indigenă care deține această funcție, de obicei rezervată diplomaților de carieră.
Câteva zile înainte de învestirea sa, pe 26 iulie, Gustavo Petro a trecut primul său test politic odată cu aprobarea de către Senat a Acordului de la Escazú, cel mai important tratat privind protecția mediului adoptat în America Latină, care fusese anterior respins de patru ori de senatori. Ratificarea acestuia fusese una dintre promisiunile sale din campanie. Totuși, echipa însărcinată cu tranziția de la guvernul precedent a avertizat că „situația fiscală și nivelul datoriei sunt chiar mai critice decât ne-am imaginat.”
Venirea lui Gustavo Petro în funcția de președinte nu a fost bine primită de conducerea armatei, iar mai mulți generali s-au exprimat public în presă. Comandantul-șef al armatei, Enrique Zapateiro, și-a prezentat demisia din funcție. Pe 12 august, Petro a numit o nouă conducere militară cu obiectivul de a „crește substanțial respectul pentru drepturile omului și libertățile publice”.
Columbia și Venezuela au reluat relațiile diplomatice pe 11 august, după o întrerupere de trei ani. Gustavo Petro a anunțat planuri de reluare a negocierilor de pace cu gherila Armata de Eliberare Națională (ELN), care fuseseră suspendate după atentatul cu mașină-capcană din Bogotá, în 2019, soldat cu moartea a peste 20 de cadeți ai unei academii de poliție. În cadrul politicii sale de „pace totală”, armata columbiană a fost acuzată că ar rămâne în cazărmi în timp ce organizațiile ilegale își extind controlul în teritoriu.

### Cabinetul
Cabinetul guvernului Petro a intrat în funcție pe 7 august 2022, odată cu învestirea președintelui. După preluarea mandatului, Petro a fost considerat de către analiști drept primul președinte de stânga din istoria Columbiei. Totuși, această afirmație a fost contestată de Charlotte Eaton de la London School of Economics, care a susținut că adevăratul prim președinte de stânga a fost de fapt Alfonso López Pumarejo⁠(d), președinte în două mandate (1934–1938 și 1942–1946) din partea Partidului Liberal Columbian.
José Antonio Ocampo, profesor specializat în dezvoltare economică și politică la School of International and Public Affairs a Universității Columbia și fost secretar general adjunct pentru afaceri economice și sociale al Națiunilor Unite, a fost numit ministru al finanțelor.
În 2025, Petro și-a demis întregul guvern, ca urmare a deciziei anterioare de a-l numi pe Armando Benedetti, un operator politic implicat în scandaluri, în funcția de șef de cabinet, și de a o promova pe Laura Sarabia⁠(d), o confidentă în vârstă de 30 de ani, la conducerea Ministerului Afacerilor Externe, în ciuda lipsei de experiență a acesteia în domeniul politicii externe. Ambii au fost implicați într-un scandal privind finanțarea campaniei electorale.

### Proteste
O serie de proteste au început în Columbia la 26 septembrie 2022, ca reacție la reformele structurale multisectoriale propuse de președintele Gustavo Petro și guvernul său. Protestele au continuat la 20 iunie 2023 în marile orașe, fiind motivate de agenda politică a acestuia, de acuzații privind finanțarea campaniei prezidențiale din 2022 cu bani proveniți din traficul de droguri, precum și de interceptări ilegale ale unor civili presupus realizate de membri apropiați ai cabinetului său. Un scandal cunoscut sub numele de „Nannygate” a izbucnit în urma unor înregistrări în care ambasadorul în Venezuela, Armando Benedetti, discuta cu șefa de cabinet, Laura Sarabia⁠(d), despre o posibilă finanțare ilegală și amenințări cu divulgarea de informații compromițătoare legate de campania electorală. Ambii au fost nevoiți să demisioneze din funcțiile lor. Acest scandal a afectat grav credibilitatea și aprobarea publică a lui Petro, expunând posibile acte de corupție în cadrul guvernului actual, iar rata de aprobare a președintelui a scăzut la doar 26%, potrivit unui sondaj citat de Bloomberg.

### Reforma agrară
La începutul mandatului său, Gustavo Petro a anunțat că dorește să inițieze o reformă agrară pentru a promova accesul la proprietate pentru familiile sărace de țărani, într-o țară în care un procent din exploatații deține 80% din terenurile cultivabile. Trebuie depășite mai multe dificultăți: cadastrul funciar este în mare parte deficitar (conform unei estimări oficiale, 65% din terenuri nu au titluri de proprietate formale), statul nu dispune de instituțiile și funcționarii necesari pentru a aplica legea, iar unii se tem că marii proprietari își vor reînarma milițiile paramilitare. În cele din urmă, mișcările indigene și țărănești și-au intensificat ocupările de terenuri pentru a pune presiune pe noul guvern.
Deși nu prevede nicio expropriere, guvernul intenționează să aplice primul capitol al acordului de pace semnat în 2016 între stat și FARC. Primul capitol al acordului, dedicat chestiunii agrare, prevedea distribuirea a trei milioane de hectare către țărani, însă guvernul lui Iván Duque nu l-a implementat niciodată. Pe de altă parte, guvernul s-a angajat să cumpere trei milioane de hectare de teren arabil la prețul pieței. Un acord în acest sens a fost încheiat la începutul lunii octombrie 2022 cu puternica Federație a Crescătorilor de Bovine (Fedegan). Totuși, acordul a fost criticat de primărița orașului Bogotá, Claudia López Hernández, care a declarat că „cuceritorilor de pământ trebuie să li se spună adevărul și să primească despăgubiri. Nu merită impunitate, cu atât mai puțin miliarde”, amintind că raportul Comisiei pentru Adevăr confirmă responsabilitatea istorică a crescătorilor de bovine în paramilitarism, strămutări și jefuirea terenurilor. În plus, unii experți în probleme agrare au estimat că achizițiile de terenuri ar avea un cost ridicat pentru finanțele publice: „Deoarece piața nu este competitivă, crescătorii vor vinde la un preț ridicat.” Guvernul s-a angajat, de asemenea, să construiască infrastructură pentru a permite fermierilor să-și vândă recoltele.

### Cota de aprobare
Petro a preluat funcția în august 2022 cu o cotă de aprobare de 48%. La începutul anului 2023, mai mulți columbieni dezaprobau activitatea lui Petro decât o aprobau. În martie 2023, 53% dintre cetățeni își exprimau dezaprobarea față de activitatea sa. Locuitorii din regiunea de est a Columbiei, din Bogotá și din regiunea centrală erau cel mai predispuși să-l dezaprobe pe Petro.
Până în iunie 2023, 33% dintre columbieni aprobau activitatea lui Petro, iar 61% o dezaprobau. Într-o manifestare de nemulțumire, președintele și familia sa au fost huiduiți în timpul unui meci demonstrativ dintre echipele naționale ale Braziliei și Columbiei, desfășurat la Barranquilla, Columbia. Rata de dezaprobare a crescut la 66% în decembrie, în timp ce doar 26% dintre cetățeni își mai exprimau aprobarea.
Mai mulți factori au contribuit la scăderea sprijinului public pentru Petro, printre care creșterea criminalității, blocarea reformelor sale în legislativ, eșecul adoptării reformelor în domeniul muncii și al sănătății, precum și utilizarea decretelor prezidențiale – adoptând pentru prima dată din 1904 bugetul pentru anul 2024 prin decret prezidențial, dezacordurile sale cu Procuratura Generală a Columbiei și atacul violent al susținătorilor săi împotriva Curții Supreme, arestarea fiului său Nicolás într-un scandal de spălare de bani legat de finanțarea campaniei electorale, precum și scandalurile în care au fost implicați miniștri din guvernul său, cum ar fi Laura Sarabia⁠(d). Toate acestea au contribuit la prăbușirea sprijinului public pentru Petro.
Imaginea publică a lui Petro a fost, de asemenea, afectată de „comportamentul său haotic”. În 2025, Financial Times nota că Petro „întârzie frecvent la întâlniri importante sau le ratează și dispare din spațiul public pentru zile întregi”, menționând totodată obiceiul său de a posta „mesaje lungi și incoerente pe rețelele sociale în primele ore ale dimineții”. Un astfel de mesaj notabil a urmat unei dispute publice cu Donald Trump, în care Petro a făcut diverse referiri la Sacco și Vanzetti, gastrita sa, Califatul din Córdoba și la faptul că a văzut „afro-americani și latino-americani luptându-se” în Washington, D.C.. În aprilie 2025, Álvaro Leyva⁠(d), fostul ministru de externe al lui Petro, l-a acuzat public că este dependent de droguri, susținând că acesta a dispărut timp de două zile în timpul unei vizite la Paris. Aceasta a urmat unui articol publicat în noiembrie 2023 de jurnalista de investigație de stânga María Jimena Duzán, care sugera de asemenea că comportamentul lui Petro „avea legătură cu o problemă de dependență”. Petro a negat aceste acuzații, declarând că „singura dependență pe care o am este cea de cafeaua de dimineață”.

### Disputa cu Statele Unite
În ianuarie 2025, a izbucnit o dispută între Columbia și Statele Unite, după ce președintele Petro a refuzat să permită aterizarea în Columbia a două avioane militare americane anterior autorizate, care transportau cetățeni columbieni deportați. Fiecare zbor transporta aproximativ 80 de columbieni. Ca răspuns, președintele Trump al Statelor Unite a amenințat inițial cu impunerea unor tarife vamale de 25% pentru toate importurile columbiene, implementarea unor interdicții de călătorie și anularea vizelor pentru oficialii guvernamentali columbieni, precum și controale vamale și de frontieră mai stricte pentru toți cetățenii columbieni și mărfurile provenite din Columbia. Trump a declarat că va dubla tarifele la 50% într-o săptămână dacă Petro nu își va retrage decizia. Guvernul columbian nu a mai aplicat aceste restricții după ce Columbia a fost de acord să accepte migranții deportați fără condiții. Diplomați din ambele țări au ajuns la un acord prin care Columbia și-a trimis propriile avioane ale forțelor aeriene pentru a prelua migranții, un proces despre care Petro a spus că asigură tratarea lor „cu demnitate” și fără a fi încătușați. Guvernul SUA a făcut unele concesii, acceptând să nu mai încătușeze și să nu mai fotografieze deportații, și să trimită angajați ai Departamentului pentru Securitate Internă (Homeland Security), în locul ofițerilor militari, ca escortă pentru zboruri.
La începutul disputei, președintele Petro a criticat utilizarea aviației militare americane pentru zborurile de deportare și a declarat: „Noi suntem opusul naziștilor” și că nu va efectua niciodată o razie pentru a returna americani încătușați în Statele Unite. În cadrul unui schimb de replici pe rețelele de socializare, președintele Petro a afirmat: „Nu dau mâna cu sclavagisti albi” și s-a întrebat dacă președintele Trump încearcă să îl răstoarne. Fiica președintelui, Andrea Petro, a postat: „Pentru fiecare columbian deportat, vom trimite înapoi un gringo din Poblado”, părând să facă aluzie la cererea de extrădare către SUA, din 2024, a unui cetățean american.

## Politici și opinii

### Probleme de mediu
Într-un discurs larg recunoscut, rostit în fața Adunării Generale a Națiunilor Unite pe 20 septembrie 2022, Petro a pus întrebarea: „Ce este mai otrăvitor pentru umanitate: cocaina, cărbunele sau petrolul?” El a afirmat că „dependența de puterea irațională, profit și bani” se află în centrul crizei climatice și a declarat că războiul împotriva drogurilor este un eșec, acuzând nordul global că închide ochii la distrugerea pădurii amazoniene.
Potrivit unei declarații guvernamentale și Institutului de Hidrologie, Meteorologie și Studii de Mediu din Columbia (IDEAM), ratele defrișărilor în Amazonia columbiană au scăzut cu 70% în primele 9 luni ale anului 2023, de la 59.345 hectare defrișate la 17.909 hectare, comparativ cu aceeași perioadă a anului precedent. Această scădere poate fi atribuită politicilor de conservare ale guvernului, precum plata locuitorilor locali pentru conservarea pădurii. Cu toate acestea, ministra Mediului și Dezvoltării Durabile, Susana Muhamad, a subliniat: „Aceste cifre indică o tendință, nu sunt datele oficiale. Așa cum am promis, vrem să arătăm țării cum evoluează defrișările. Este o cifră încurajatoare, dar nu vrem să fim triumfaliști, nici să comunicăm că aici am câștigat deja bătălia împotriva defrișărilor”.
Potrivit World Resources Institute, pierderea pădurilor primare din Columbia s-a redus aproape la jumătate în 2023, în parte datorită politicilor promovate de Gustavo Petro. Responsabila pentru resurse naturale a institutului în Columbia, Alejandra Laina, a declarat: „Povestea defrișărilor din Columbia este complexă și profund legată de politica țării, ceea ce face ca scăderea istorică din 2023 să fie cu atât mai semnificativă…”, adăugând: „Nu există nicio îndoială că acțiunile recente ale guvernului și angajamentul comunităților au avut un impact profund asupra pădurilor Columbiei, iar noi încurajăm pe cei implicați în actualele negocieri de pace să folosească aceste date ca punct de plecare pentru a accelera progresul.” Institutul a menționat, totodată, că la nivel global s-au pierdut în continuare echivalentul a 10 terenuri de fotbal de păduri tropicale pe minut în 2023.

### Afaceri externe
Începând cu 2019, înainte de a prelua funcția de președinte, Petro a avut o poziție ambiguă în ceea ce privește Venezuela sub conducerea lui Hugo Chávez și Nicolás Maduro. Deși nu a denunțat presupusele încălcări ale drepturilor omului și nu l-a descris pe Maduro drept dictator, așa cum a făcut Iván Duque, nici nu și-a exprimat un sprijin necondiționat, așa cum a făcut Evo Morales.
Petro l-a întâlnit pe Chávez în 1994, pe Strada a Șaptea din Bogotá, după ce l-a invitat pe acesta să vină în Columbia pentru a cunoaște mai bine noua Constituție Politică din 1991. La Podul Boyacá, cei doi „au jurat un legământ de integrare bolivariană pentru America Latină”. După moartea lui Chávez în 2013, Petro a afirmat că acesta a fost „un mare lider latino-american”, spunând: „Ai trăit în vremurile lui Chávez și poate ai crezut că era un clovn. Ai fost păcălit. Ai trăit în vremurile unui mare lider latino-american”. El a mai declarat: „Chiar dacă mulți nu-l plac, Hugo Chávez va fi un om care va fi amintit de istoria Americii Latine, criticii lui vor fi uitați”, și că „un prieten și o speranță au plecat”.
În 2016, Petro a ironizat criza din Venezuela, într-un an în care penuria și malnutriția erau răspândite, postând pe Twitter o fotografie cu rafturi pline într-un supermarket și spunând: „Am intrat într-un supermarket din Caracas și uite ce am găsit. M-a păcălit RCN?”. Într-un interviu din 2018, acordat emisiunii Al Punto, jurnalistul mexican Jorge Ramos l-a întrebat pe Petro dacă îl consideră pe Chávez un lider politic, la care Petro a răspuns că „a fost ales în mod popular”, dar că autoritarismul din Venezuela sub Maduro pune capăt tuturor libertăților.
În 2019, Petro a criticat ideea unei intervenții militare americane împotriva regimului lui Maduro, afirmând că „doar venezuelenii ar trebui să-și rezolve problemele”, că „nu o lovitură de stat susținută de străini va aduce democrația în Venezuela” și că „ceea ce se întâmplă în Venezuela este o luptă directă pentru controlul asupra petrolului”. În 2020, Petro a susținut că, dacă Columbia ar restabili relațiile diplomatice, întrerupte de Maduro, și ar vinde alimente Venezuelei, imigrația venezueleană ar înceta.
Ca răspuns la atacul lui Maduro din februarie 2022, în care i-a descris pe el, pe președintele Chile Gabriel Boric și pe președintele Perului Pedro Castillo⁠(d) drept o „stângă lașă” care atacă Revoluția Bolivariană, Petro a reacționat pe rețelele sociale spunând: „Îi sugerez lui Maduro să înceteze cu insultele. Lași sunt cei care nu îmbrățișează democrația”, adăugând: „Scoate Venezuela din petrol, du-o către cea mai profundă democrație, iar dacă trebuie să te retragi, fă-o”.
După rezultatele celui de-al doilea tur al alegerilor prezidențiale din Columbia din 2022, Maduro l-a felicitat pe Petro pentru victoria sa, declarând: „Îl felicit pe Gustavo Petro și pe Francia Márquez pentru victoria istorică în alegerile prezidențiale din Columbia. Vocea poporului columbian a fost auzită, ieșind să apere calea democrației și a păcii. Timpuri noi se întrevăd la orizont pentru această țară soră”.
Într-un interviu acordat revistei columbiene Semana în august 2022, Petro a declarat că îl va recunoaște doar pe Nicolás Maduro ca președinte al Venezuelei și că președintele interimar parțial recunoscut al Venezuelei, Juan Guaidó, era un președinte „inexistent”, afirmând că Guaidó nu are niciun control asupra țării. Guaidó a reproșat lipsa de recunoaștere a guvernului său interimar și a răspuns într-o conferință de presă: „M-aș fi așteptat ca prima sa decizie să nu fie aceea de a se apropia de cel care astăzi adăpostește terorismul mondial în Venezuela”.
La 28 septembrie 2022, ambasadorul Columbiei la Organizația Statelor Americane, Luis Ernesto Vargas, a declarat că va condamna încălcările drepturilor omului din Nicaragua atunci când va fi necesar, însă va prioritiza integrarea țărilor din regiune.
În octombrie 2022, Petro a afirmat că numărul migranților care se întorceau în Venezuela la acea vreme îl depășea pe cel al celor care părăseau țara, susținând că erau mai mulți migranți columbieni care intrau în Venezuela decât venezueleni care intrau în Columbia.
Petro a condamnat acțiunile Israelului în Fâșia Gaza în timpul războiului din Gaza și a acuzat Israelul de comiterea unui genocid împotriva palestinienilor. Petro și-a exprimat indignarea după atacurile aeriene din al-Mawasi din 13 iulie 2024.
În mai 2025, Petro i-a acordat azil fostului președinte panamez Ricardo Martinelli⁠(d), care se refugiase în ambasada Nicaraguei din Ciudad de Panamá după o condamnare pentru spălare de bani pronunțată în 2023.

### Probleme sociale
Promovând viziuni și politici progresiste în privința problemelor LGBTQ, el a deschis Centrul pentru Cetățenie LGBTI în perioada în care era primar al orașului Bogotá. Deschiderea Subdirecției pentru Afaceri LGBT a avut ca scop restabilirea drepturilor și eradicarea discriminării. Mai multe persoane LGBTQ au ocupat funcții administrative.
El a susținut eliminarea obstacolelor și stigmatelor pentru recunoașterea uniunii cuplurilor de același sex și a drepturilor acestora la adopție și securitate socială. În plus, el a afirmat că va sprijini și va însoți tranziția de gen cu suport medical și psihosocial, prin protocoale explicite și cu participarea populației trans, și va promova un program național al orașelor sigure, libere de violență și discriminare împotriva femeilor și a persoanelor cu orientări sexuale și identități de gen diverse.
În trecut, el a fost criticat de Francia Márquez⁠(d), care avea să devină ulterior candidata la vicepreședinție din partea Pactului Istoric. Ea a denunțat faptul că Petro a trădat acordul de includere a liderelor femei și a liderilor afrodescendenți pe listele pentru Congres. Ca răspuns, și după declanșarea unui val de controverse, Petro a cerut ca bărbații înscriși pentru Senat să cedeze un loc din cele unsprezece, pentru a face loc și a respecta ceea ce ea solicitase. Comunitățile afro-colombiene au fost evidențiate odată cu victoria lui Gustavo Petro la alegerile prezidențiale din 2022, în care a câștigat detașat în regiunile Pacificului și Caraibelor, ambele fiind zone cu cea mai mare populație afro-columbiană.
Petro este un susținător al mișcării feministe, iar programul său de guvernare include propuneri precum crearea Ministerului Egalității și un capitol dedicat femeilor. Totuși, unele dintre propunerile sale din cadrul mișcării au fost controversate.
În privința avortului, poziția lui Petro a fost ambiguă. În perioada 2020–2021, Petro a susținut ideea de „avort zero”, însă într-un interviu a declarat că „fiecare societate trebuie să prevină, prin educație sexuală și măsuri tehnologice, astfel încât avortul să nu mai existe, eu numesc asta avort zero. Avortul nu este ceva pozitiv și nu ar trebui încurajat, dar asta nu înseamnă să criminalizăm femeile în acest mod; dacă le criminalizezi, nu obții o societate fără avort”. Mai mulți susținători ai mișcării feministe și-au exprimat dezacordul față de afirmațiile lui Petro, în timp ce anumiți analiști, profesori și politicieni au contrazis propunerile acestuia, afirmând că o societate fără avort este „științifico-fantastică” și că declarațiile lui Petro sunt făcute pentru a atrage voturi din partea susținătorilor mișcării anti-avort. În octombrie 2021, Márquez a spus că Petro ar trebui „să învețe mai multe despre feminism”. Pentru a aplana criticile formulate de feministe la adresa sa în acea perioadă, Petro a publicat o fotografie cu cadoul de Crăciun primit de la fiica sa Sofía: o carte intitulată „Feminismul pentru începători”.
La 22 februarie 2022, la o zi după ce Curtea Constituțională a Columbiei a dezincriminat avortul, Petro a scris pe Twitter: „Felicit femeile care au dus lupta împotriva criminalizării avortului, care le-a criminalizat și le-a ucis. Victoria este a lor. Împuternicirea femeilor care se naște de aici, educația sexuală și libertățile sunt cea mai bună cale de a proteja viața”. Deși, la două săptămâni după decizia Curții, a menționat din nou ideea de „avort zero”, nu a mai revenit asupra subiectului și aceasta nu apare nici în programul său de guvernare.
În iunie 2022, Petro a participat la Dezbaterea Feministă, un spațiu organizat de peste 30 de organizații sociale ale femeilor, feministelor și populației LGBTIQ+, cu scopul de a le permite candidaților la președinție să își prezinte propunerile. Pe tot parcursul evenimentului, Petro a purtat o eșarfă verde. El a promis că va respecta decizia constituțională care dezincriminează întreruperea sarcinii până în a 24-a săptămână. De asemenea, a declarat: „Când o femeie ia acea decizie liberă, nu este o infracțiune (...) avortul este o decizie liberă a femeii și, prin urmare, nu ar trebui să existe o sancțiune socială”.
În ceea ce privește conflictul legat de pământ, în care populațiile indigene au fost afectate în Columbia, el a invitat mișcarea indigenă, sectorul agroindustrial al trestiei de zahăr (Asocaña) și mișcările sociale din nordul regiunii Cauca să inițieze „primul dialog regional al Columbiei pentru Pace”, cu scopul de a căuta o „soluție la conflictul privind proprietatea asupra pământului”.
În august 2022, Petro a propus dezincriminarea producției de cocaină și marijuana, declarând: „A venit timpul pentru o nouă convenție internațională care să accepte că războiul împotriva drogurilor a eșuat”.
În ianuarie 2023, Petro a declarat că dorește ca Columbia să se îndrepte către un sistem de sănătate preventiv, în care bolile să fie prevenite pe cât posibil. În cadrul acestui sistem, statul ar angaja medici care să aibă grijă de persoanele ce trăiesc în zone izolate și de fermierii săraci. Petro a mai afirmat că va acorda un bonus lunar de aproximativ 110 dolari americani pentru aproape trei milioane de beneficiari ai pensiei de stat bazate pe criterii de vârstă.

### Politică economică
Într-un discurs rostit la 1 mai, Gustavo Petro a propus ca băncile private să fie obligate să investească în proiecte desemnate de guvern, precum agricultura și industria turismului.

## Viață personală
Petro a fost căsătorit de trei ori. La vârsta de 26 de ani, Petro și iubita sa din copilărie, Katia Burgos, au fugit împreună, din cauza dezaprobării familiei Burgos față de relația lor. Cuplul a avut un fiu, Nicolás Petro Burgos, care a fost crescut în principal de mama sa și de mama lui Petro, Clara Nubia-Urrego, deoarece Petro se ascundea din cauza activității sale de gherilă.
La scurt timp după aceea, în timp ce era fugar, Petro a început o relație cu Mary Luz Herrán, cu zece ani mai tânără decât el. A cunoscut-o pe Herrán în orașul ei natal, unde căuta refugiu. Cei doi au fost împreună peste 15 ani și au avut doi copii: o fiică, Andreá, și un fiu, Andrés. Ambii locuiesc în străinătate și duc o viață discretă.
Petro și-a cunoscut actuala soție, Verónica Alcocer, la sfârșitul anilor 1990, la o conferință la care Petro a ținut un discurs în locul vorbitorului principal, care lipsea. Alcocer era studentă la drept, cu 17 ani mai tânără decât Petro. Acesta a divorțat de Herrán și s-a căsătorit cu Alcocer în 2003; inițial, a avut o relație tensionată cu familia conservatoare a Verónicăi, dar mai târziu a câștigat aprobarea tatălui acesteia. Petro și Alcocer au două fiice, Sofía și Antonella. Alcocer are un fiu dintr-o relație anterioară, care poartă același nume ca fiul cel mare al lui Petro, Nicolás. Petro l-a adoptat în septembrie 2022.
În iulie 2023, fiul său, Nicolás Petro Burgos, a fost arestat sub acuzația de spălare de bani.

## Distincții
- 2006: Cel mai bun deputat, acordat de Camera Reprezentanților[194], și Personalitatea anului, desemnată de cititorii ziarului El Tiempo[195].
- 2007: Premiul pentru Drepturile Omului Letelier-Moffitt, acordat de Institute for Policy Studies (IPS)[196].
- 2011: Medalia Luis Carlos Galán⁠(d) Sarmiento, acordată de comisiile de etică ale Senatului Republicii și Camerei Reprezentanților[197].
- 2013: Apărătorul anului (Defenzoor del año), acordat de Asociația Defenzoores[198], și City Climate Leadership Award, acordat de C40 și Siemens[199].
- 2018: Profesor onorific, acordat de Universitatea Națională din Lanús[200].
- 2022: Colanul Mare al Ordinului Boyacá, Colanul Ordinului San Carlos, Marea Cruce Extraordinară a Ordinului Național al Meritului și Ordinul de Merit Colonel Guillermo Fergusson, acordate de președintele Iván Duque[201].
- 2023: Colanul Mare al Ordinului „Isabela Catolica”[202], și titlul de Doctor Honoris Causa, acordat de Universitatea pentru Pace.
- 2024: Colanul Mare al Ordinului Statului Palestina, acordat de Mahmoud Abbas[203][204].